# Usaburo Hidaka
Usaburo Hidaka (日高 卯三郎, Hidaka Usaburo) was een Japans voetballer die als verdediger speelde.

## Japans voetbalelftal
Usaburo Hidaka maakte op 23 mei 1923 zijn debuut in het Japans voetbalelftal tijdens een Spelen van het Verre Oosten tegen Filipijnen. Usaburo Hidaka debuteerde in 1923 in het Japans nationaal elftal en speelde 2 interlands.

## Statistieken
| Japans voetbalelftal | Japans voetbalelftal | Japans voetbalelftal |
| Jaar                 | Duels                | Goals                |
| -------------------- | -------------------- | -------------------- |
| 1923                 | 2                    | 0                    |
| Totaal               | 2                    | 0                    |